# Aula Al Ayoubi
Aula Al Ayoubi, née en 1973 à Damas, est une artiste peintre et plasticienne syrienne. 

## Biographie
Aula Al Ayoubi étudie les mathématiques et les sciences de l'éducation à l'Université de Damas. Elle est diplômée de l'Institut des Beaux-Arts de Damas et membre de l'Association des Beaux-Arts de Syrie.

## Carrière artistique
Les collages d’Aula Al Ayoubi mêlent différents médias. Ses créations dressent les portraits des femmes les plus emblématiques de sa région, de l’actrice égyptienne Faten Hamama à la chanteuse libanaise Fairuz en passant par l’icône de la musique égyptienne Oum Kalthoum. Ponctuées de détails riches et colorés, ses compositions dynamiques transmettent ses propres ressentis émotionnels face à ces personnages célèbres,. 
L’artiste utilise une palette de couleurs vive et audacieuse et sa technique de collage confère à ses toiles une riche diversité des textures. Les œuvres d’Aula Al Ayoubi sont largement exposées en Syrie et au Koweït. Son travail est également présenté dans des collections privées,.
En 2015, elle participe à la première rencontre internationale de l'art méditerranéen, organisée par le Col·lectiu Mediterrani. Quatorze artistes espagnols, italiens, syriens, marocains et turcs participent alors à une exposition de style contemporain mêlant peinture, sculpture, poésie ou photographie,.
En 2017, Aula Al Ayoubi participe à l’exposition Radical Love : Female Lust réunissant près de 50 femmes artistes arabes autour de la poésie arabe écrite par des femmes  principalement entre le VIIe et le XIIe siècle.  Comme une réponse à l'interdiction de voyager sur le sol américain du président Donald Trump, les artistes ancrent leurs œuvres et leurs illustrations dans le plaisir féminin,.

## Expositions
Parmi une liste non exhaustive :
- Aula Al Ayouby, Gallery Tilal, Shuwaikh, Koweït, 17-28 novembre 2013
- Trobada Internacional d'Art Mediterrani, Col·lectiu Mediterrani, Fondation Es Polvorí, Dalt Vila, Baléares, 28 janvier – 25 février 2016
- Radical Love : Female Lust, The Crypt Gallery, Londres, 14 février – 5 mars 2017